# دویلیو
دویلیو (به انگلیسی: Duilio) (زاده ۲۳ فوریهٔ ۱۹۷۳) خواننده سوئیسی است.
او در مسابقه آواز یوروویژن ۱۹۹۴ نماینده سوئیس بود .